# Meerssen
Meerssen es una localidad y uno de los 31 municipios de la Provincia de Limburgo del sureste de Países Bajos.

## Historia
El Tratado de Meerssen se firmó en dicha ciudad en el 870. Aquel tratado fue un acuerdo de división del Imperio Carolingio por los hijos supervivientes de Luis I, Carlos II de los francos occidentales y Luis el alemán de los francos orientales.
A mediados del siglo X, el allodium Meerssen era propiedad de la reina Gerberga, hija del rey Enrique I. Fue esposa de Luis IV de Francia. En 968 donó todos sus bienes a la abadía de San Remigius en Reims.
Pasó posteriormente al Ducado de Brabante y con el a los Países Bajos de los Habsburgo. Al finalizar la guerra de los Ochenta Años en 1648 quedó en manos españolas, que la cedieron en 1661 a las Provincias Unidas.

## Ciudades hermanas
Meerssen es miembro fundador de Douzelage, una asociación de hermanamiento de 24 ciudades de la Unión Europea. Este hermanamiento de ciudades activo comenzó en 1991 y hay eventos regulares, como un mercado de productos de cada uno de los otros países y festivales. También se están celebrando debates sobre la afiliación con otras tres ciudades (Agros en Chipre, Škofja Loka en Eslovenia y Tryavna en Bulgaria).

## Galería

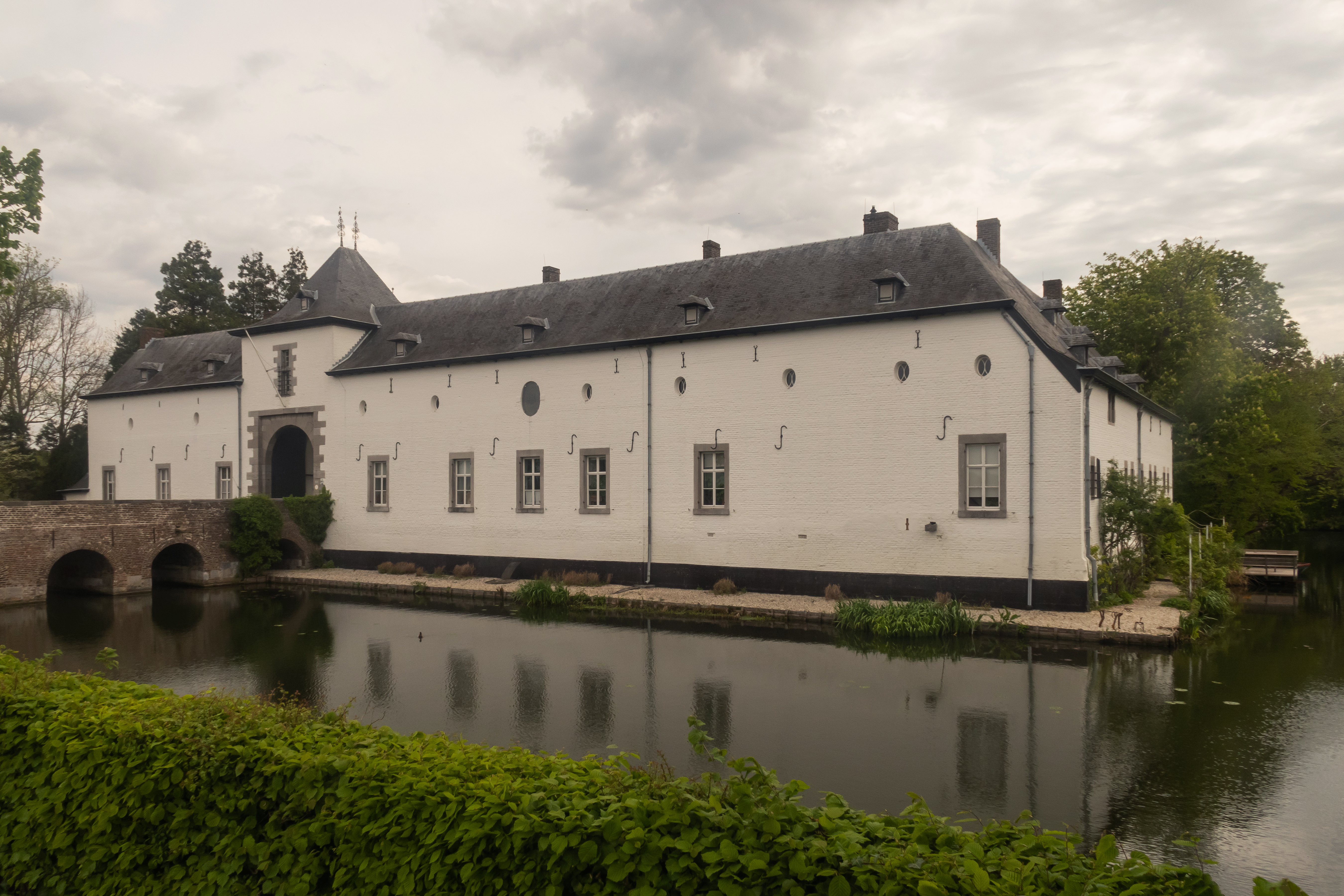
La castilla Geulle
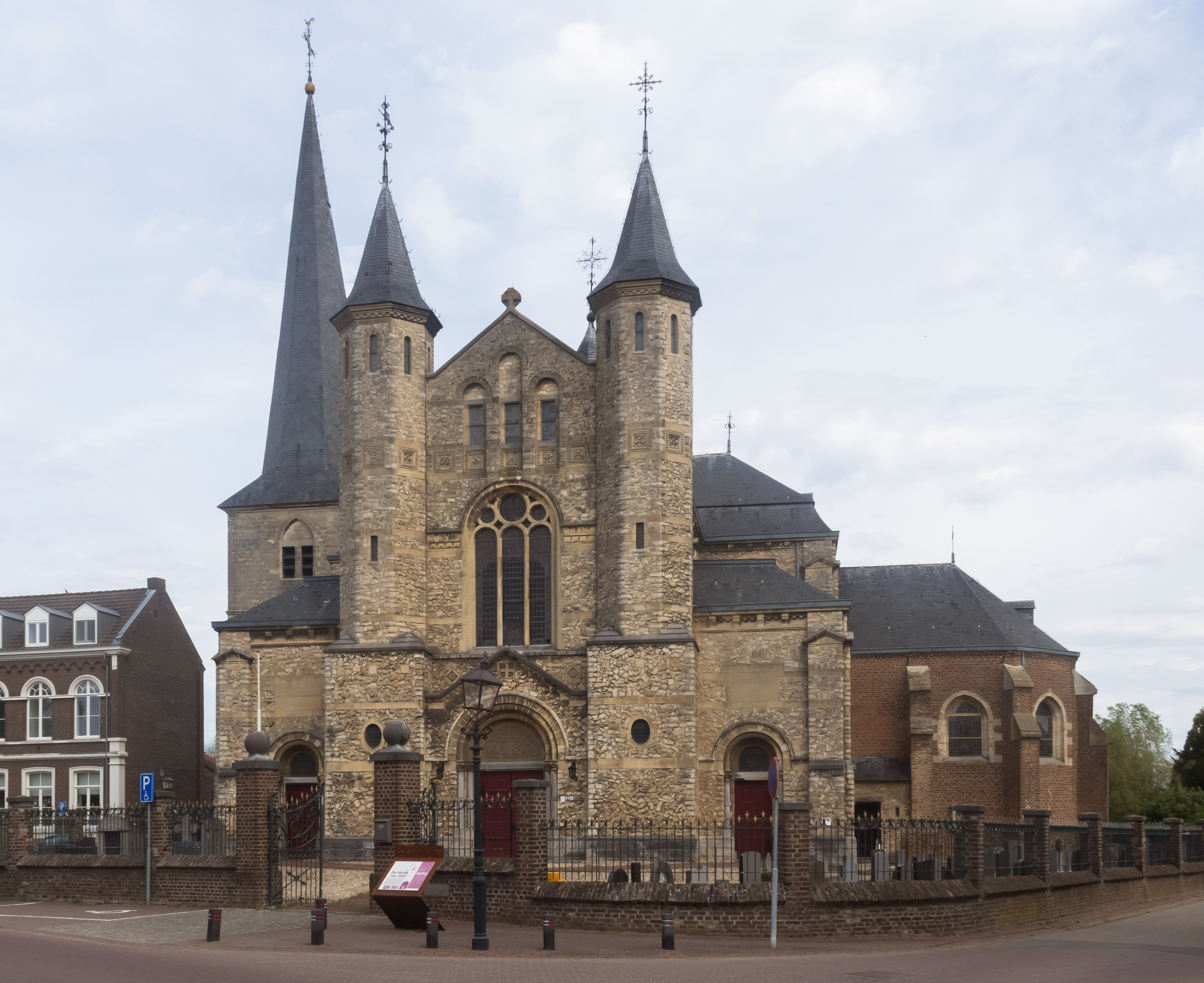
La iglesia (Sint-Martinuskerk) en Geulle aan de Maas
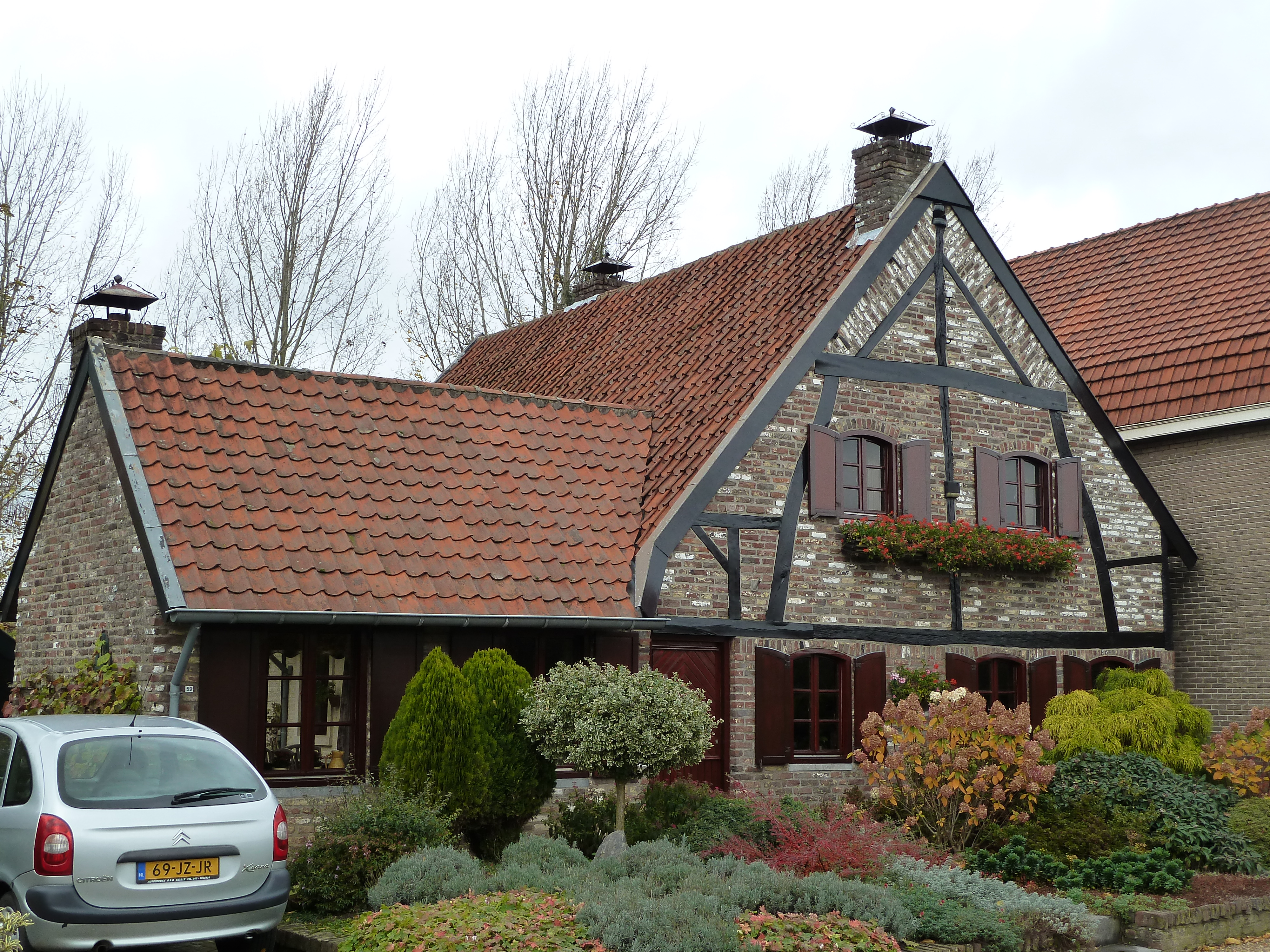
Geulle-Westbroek
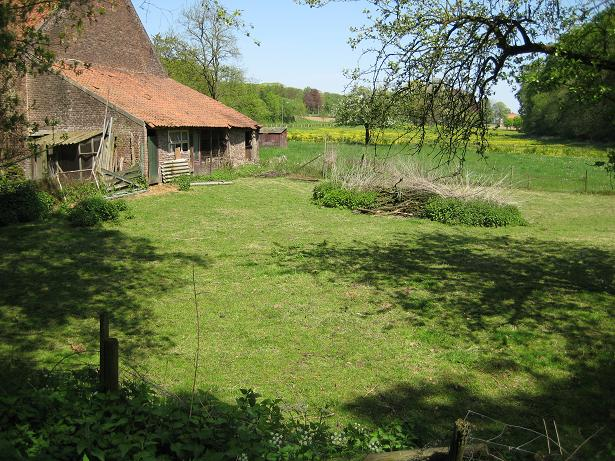
Antigua granja cerca de Meerssen
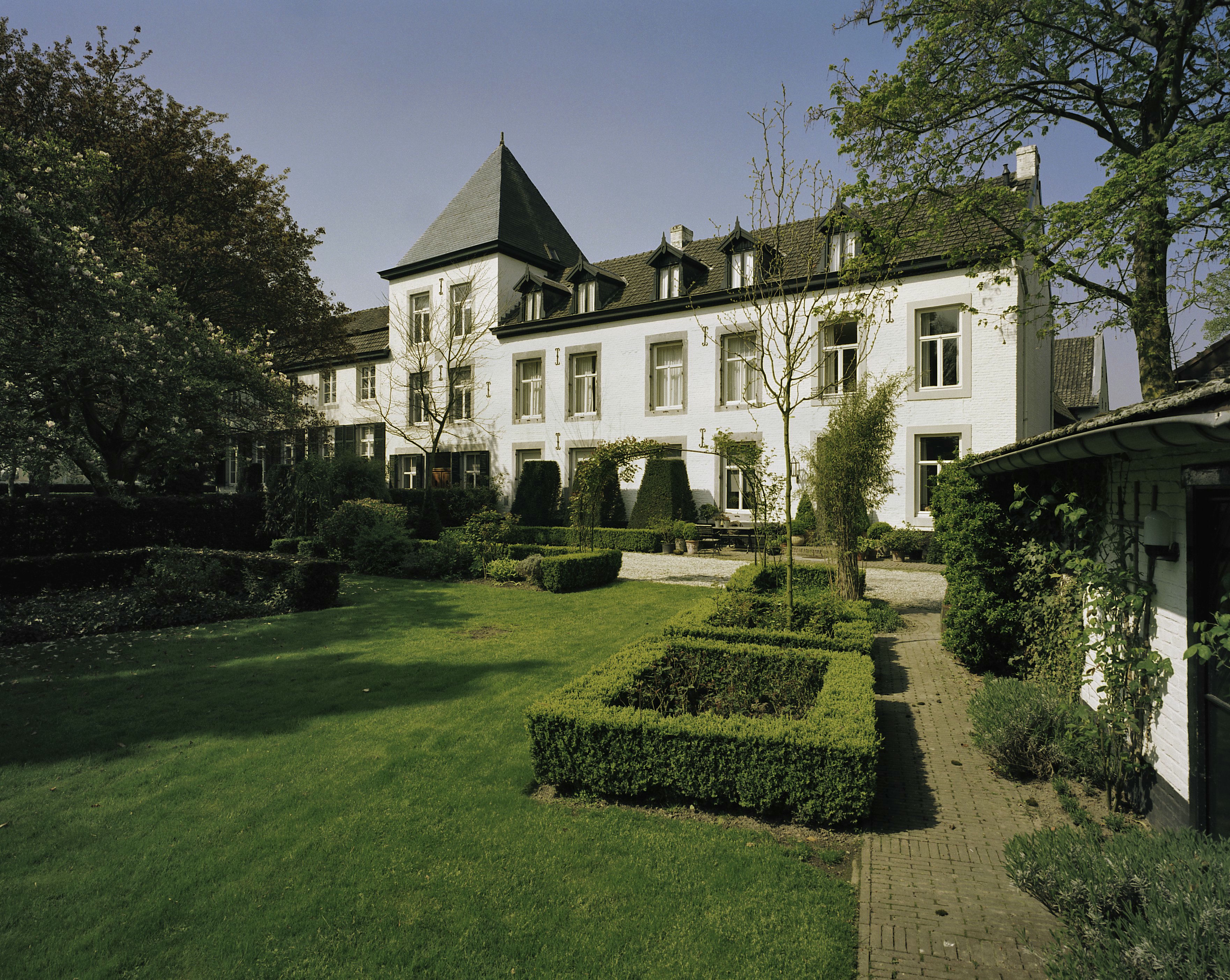
Overzicht van een der vleugels van de herenhof - Bunde
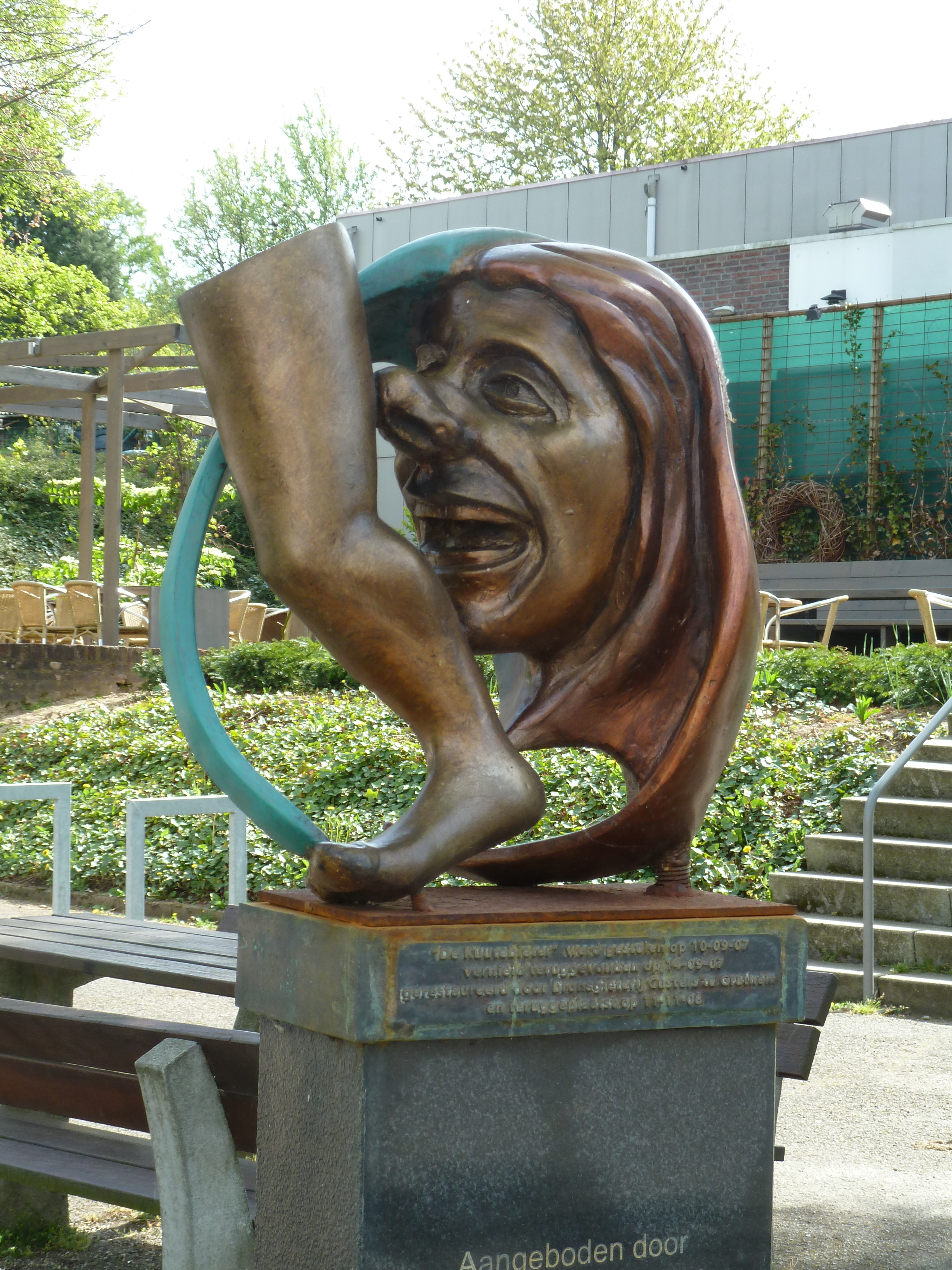
Ulestraten-De nar van Ulestraten
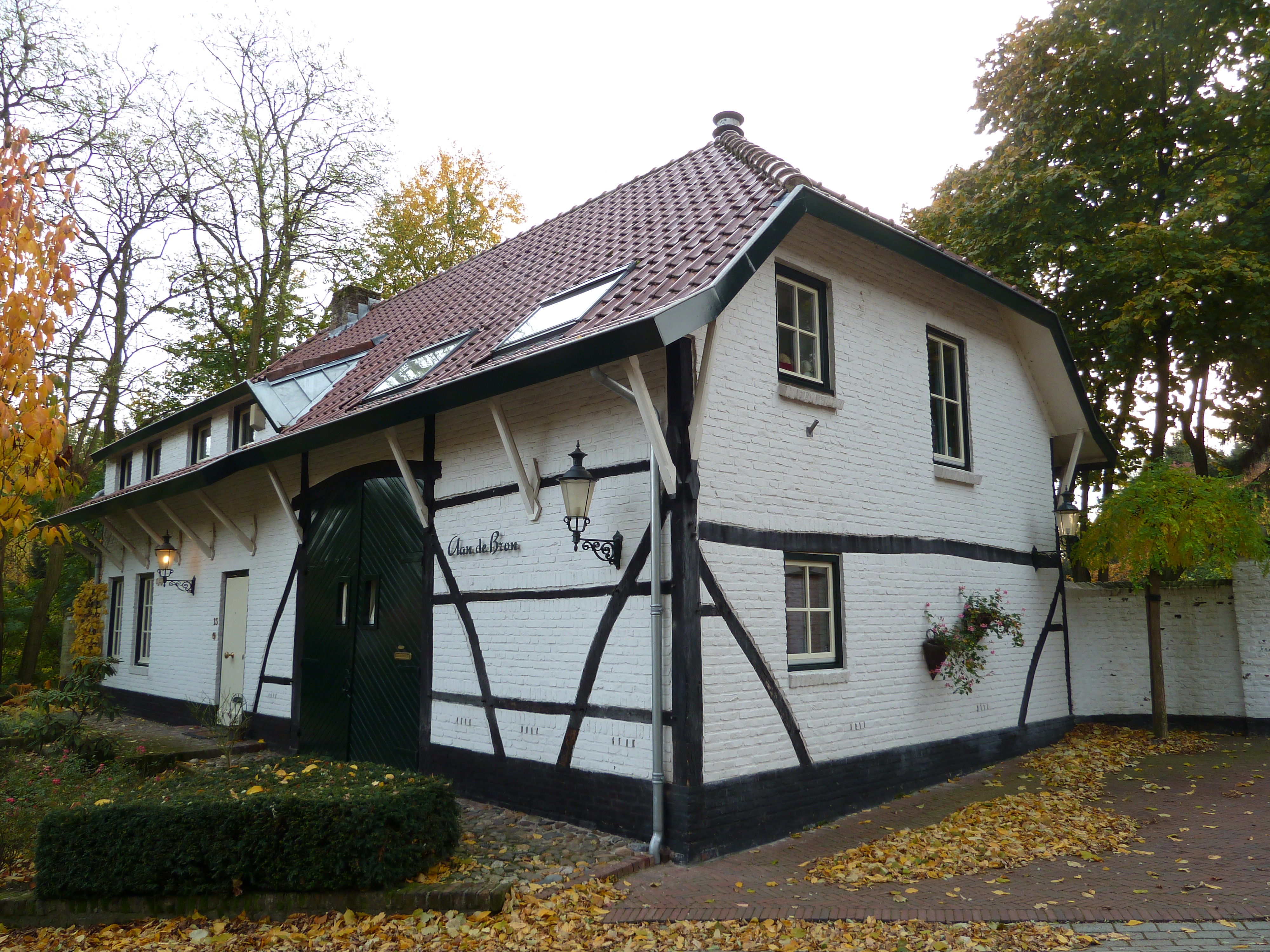
Ulestraten-Groot Berghem